# Psyche psycodella
Psyche psycodella är en fjärilsart som beskrevs av Costa 1836. Psyche psycodella ingår i släktet Psyche och familjen säckspinnare. Inga underarter finns listade.